# Rua Galvão Bueno
La rua Galvão Bueno es una calle de la ciudad de São Paulo. Su recorrido se da en los distritos paulistanos de Sé (entre la Plaza de la Libertad y el Viaducto Ciudad de Osaka, sobre la Ligação Leste-Oeste), y Liberdade (entre el viaducto y la rua Tamandaré).
Su nombre es un homenaje al doctor Carlos Mariano Galvão Bueno, abogado y profesor, y no al locutor deportivo de la Rede Globo.
Se trata de la principal calle comercial del distrito de Liberdade, decorada con luminarias de estilo oriental, en ella se encuentran restaurantes, tiendas de artículos orientales y un shopping popular, el So-Go Plaza Shopping. También se encuentra la sede nacional de Força Sindical.